# 長崎県亜熱帯植物園
長崎県亜熱帯植物園（ながさきけんあねったいしょくぶつえん）は、長崎県長崎市脇岬町にあった県立の植物園。別名「サザンパーク野母崎」。1969年（昭和44年）開園、東京ドーム約7個分の敷地内に1,200種類、45,000本の亜熱帯植物が植栽されていた。1991年から発生していた地すべりによる問題が解決に至らず、2017年（平成29年）3月末に閉園した。

## 概要
同園は1963年（昭和38年）に県の農地農林部が産業振興のために設立した長崎県亜熱帯植物苗ほ園を前身としている。
野母崎町の立地の良さから野母半島産業観光振興の拠点として植物園計画が策定され、1969年（昭和44年）6月に長崎県亜熱帯植物園として開園した。
同園は長崎半島の最西南端に位置し、対馬暖流の影響で冬霜が降りることが少ないことから亜熱帯植物の生育に適しており、東京ドーム約7個分となる32.5haの敷地に約1,200種類、45,000本の亜熱帯植物が植栽されていた。
ピーク時の1998年度の入場者数は年間12万人ほどであった。

### 施設の特徴
施設はカスケード、大温室、ハイビスカス温室、フラワーガーデン温室、シダ園、子ども冒険広場から構成されている。なおビジターセンター・ショップ（土産物販売）、展望レストランが併設されていた。
ビジターセンター・ショップおよび展望レストランは入園料なしで利用することができた。また園内には缶・ビン・ペットボトルのゴミ箱のみが設置されており、それ以外のごみは持ち帰らなければならなかった。

### 閉園へ
同園では1991年から2006年の間に台風や集中豪雨による地すべりが複数回発生していた。
その後も地すべりの被害が進行し、入園者の立ち入りが制限される箇所もあった。
2015年に地すべり防止の工事にかかる費用を概算したところ、当面の対策費として約31億円、長期的な安全性を確保するには、さらに2倍程度の費用がかかることが判明した。
これらの財源確保のめどが立たたず、2016年6月に長崎県議会が同園の営業停止を発表、
2017年3月31日に47年間にわたる営業を終了した。

### 植物の移譲が難航
県は閉園後も園内の維持管理をしながら植物の引き取り先を探しているが、県有財産に関する条例に抵触する可能性から民間や個人への無償譲渡ができないなどの理由もあり、委譲先が探しが難航している。
閉園後の2018年11月末時点で引き取り先が決まったのは、園内の植物45,000本の内、2,600本に留まり、日本最大級の規模を持つジェードバインや希少種も多く残っている。
2020年度には園内の解体作業が始まる予定であり、県は園内の保全管理を行っている業者との契約が終了する2019年度をもって、引き取り先探しも終了する予定としている。

## 沿革
- 1963年（昭和38年）- 長崎県亜熱帯植物苗ほ園 設立
- 1969年（昭和44年）6月 - 長崎県亜熱帯植物園 開園
- 2017年（平成29年）3月31日 - 閉園。

## 施設情報
※注記がない限り、本節の出典は公式サイトの『ご利用案内』（2015年2月当時）による。
開園時間
午前9時 - 午後5時（最終入園午後4時30分）
- 展望レストランは平日午前11時から午後3時まで、土日祝日が午前10時から午後4時まで。

休園日
毎月第3水曜日（祝日の場合は開園、翌日が休園）、12月30日 - 1月1日
利用料金
- 大人 - 300円
- 小学生・中学生・高校生 - 150円（ただし長崎県内在住の場合は無料）
- 幼児以下 - 無料

## 交通
最寄りのバス停
- 長崎バス 「植物園」バス停 - みらい長崎ココウォーク・長崎駅方面から植物園経由の30番のバスに乗車[9]。

最寄りの幹線道路
- 長崎県道34号野母崎宿線

## 関連事項
- 日本の植物園一覧